# Plagiostropha flexus
Plagiostropha flexus é uma espécie de gastrópode do gênero Plagiostropha, pertencente a família Drilliidae.